# Шаблине
Шаблине (до 2025 — Саблине) — село в Україні, у Суботцівській сільській громаді Кропивницького району Кіровоградської області. Населення становить 682 осіб. 
Село розташовується в мальовничий долині р. Бешка. Навколо села є п'ять екологічно чистих ставів. Став «Панський» (Чухновський) має обладнаний пляж для купання та є популярним місцем відпочинку жителів м. Знам'янки та області.

## Історія

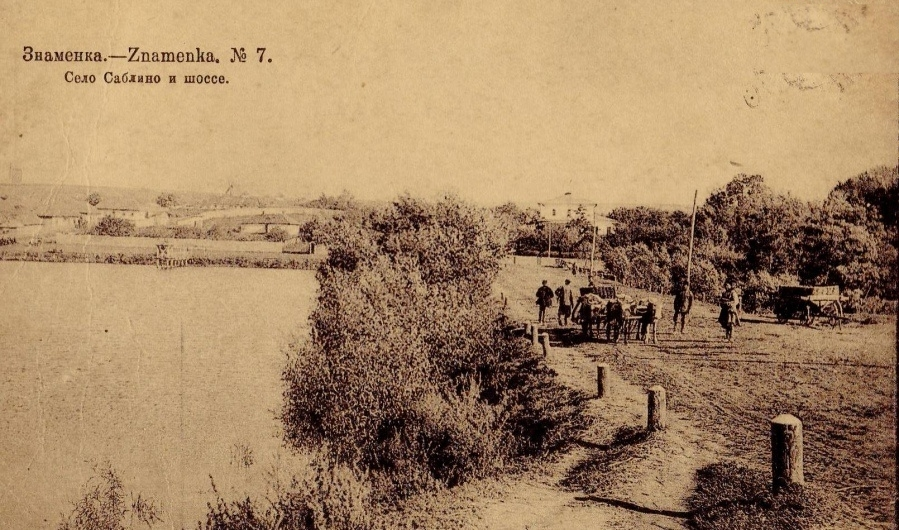
фото початку XX століття

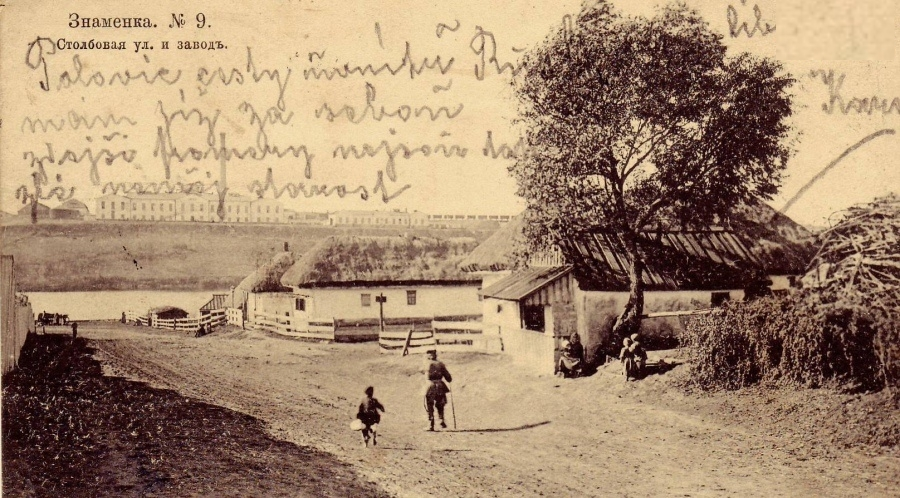
фото 1907 року

05 червня 2025 року відповідно до Постанови Верховної Ради України № 4483-IX село Саблине було перейменовано на село Шаблине. Постанова набула чинності 18 червня 2025 року.

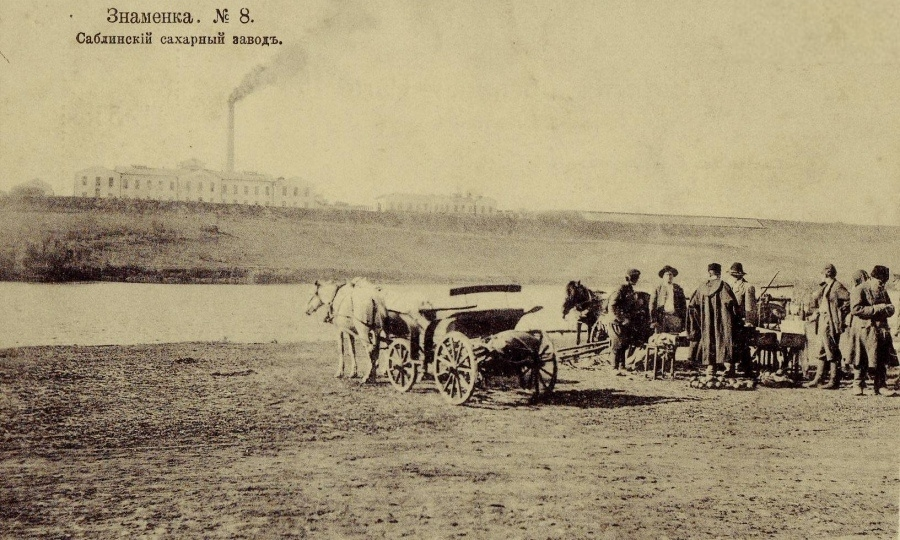
вигляд на цукровий завод 1904

## Населення
Згідно з переписом УРСР 1989 року чисельність наявного населення села становила 794 особи, з яких 348 чоловіків та 446 жінок.
За переписом населення України 2001 року в селі мешкали 682 особи.

### Мова
Розподіл населення за рідною мовою за даними перепису 2001 року:
| Мова       | Відсоток |
| ---------- | -------- |
| українська | 90,91 %  |
| російська  | 5,13 %   |
| вірменська | 2,20 %   |
| білоруська | 0,88 %   |
| угорська   | 0,15 %   |
| інші       | 0,73 %   |

## Постаті
- Ярмошевич Віктор Йосипович (1970—2015) — молодший сержант Збройних сил України, учасник російсько-української війни.